# Црни врх (видиковац)
Црни врх је видиковац у НП Ђердап, представља доминантан геоморфолошки објекат у горњем току Брњичке реке и највиша тачка (642 м.н.в.) на потезу од Голупца до Брњице.
Са видиковца се види село Брњица и кањон Брњичке реке. Најкраћим путем се од Брњице до Црног врха стиже узводно брњичком долином, поред Раковице, па пешачком стазом. У подножју северне стране Црног врха, код ушћа Раковице у Брњичку реку, може се посматрати почетак средњојурског надирања мора на широку област Гетикума, о чему сведоче налази бројних шкољака и брахиопода у седиментима.